# Fornio
Fornio è una frazione del comune di Fidenza, in provincia di Parma.
La località dista 4,21 km dal capoluogo.

## Geografia fisica
La località, attraversata dal piccolo rio Fornio, sorge in posizione collinare a ovest di Fidenza, in prossimità della linea di confine con la provincia di Piacenza, corrispondente al rio Piacentino.
Sono due i nuclei abitati principali della frazione: la zona centrale, più recente, sviluppata attorno alle attività commerciali, e la Rocca, più antica, comprendente un gruppo di abitazioni in origine occupate dalle classi più povere.
Il territorio è caratterizzato dalla presenza di estese aree coltivate, alternate a vigneti e ai residui degli antichi boschi, ove prevalgono i castagni, le acacie, i pioppi e gli aceri. La zona a sud-est, lungo il confine col territorio di San Nicomede, comprende una parte del Parco fluviale regionale dello Stirone, riserva naturale protetta con percorsi di osservazione di flora e fauna.

## Origini del nome
La località, detta Pietraformia e Pietra Fornia in epoca altomedievale, divenne nota, in riferimento alle battaglie ivi combattute nel X secolo, come "Furiola", da cui derivarono le alterazioni Furiolum, Furnulum e Fornulum; secondo alcuni storici, invece, il nome avrebbe origine dai forni costruiti all'interno degli accampamenti militari di Federico Barbarossa e di Federico II di Svevia.

## Storia
La più antica testimonianza della presenza dell'uomo nella zona di Fornio è costituita da un manufatto in selce dell'epoca preistorica.
Al Neolitico risale un'ascia in pietra vulcanica, rinvenuta in località Casa Bruciata.
Il territorio risultava abitato in epoca romana, come testimoniato dal ritrovamento di vari oggetti in ceramica e cotto ai margini settentrionali del centro odierno.
Durante l'Alto Medioevo Pietraformia fu menzionata per la prima volta nel 625 tra le località poste in prossimità della linea di demarcazione tra i territori dipendenti da Parma e Piacenza, come stabilito dal re dei Longobardi Arioaldo; Pietra Fornia fu poi citata nel 674 nell'atto di conferma dei confini da parte del re Pertarito.
Il villaggio e i boschi di Fornio furono donati dall'imperatore del Sacro Romano Impero Carlo Magno all'originaria pieve di Borgo San Donnino, all'epoca appartenente alla Diocesi di Parma.
A causa della sua posizione, la zona fu teatro di aspre battaglie durante il X secolo; la più feroce fu combattuta il 29 luglio del 923 tra gli eserciti dell'imperatore Berengario del Friuli e del re di Borgogna Rodolfo II.
La più antica testimonianza della presenza della cappella risale al 1196, quando fu citata in una bolla del papa Celestino III.
Il territorio, dipendente dal vescovo di Parma, fu successivamente assegnato ai Pallavicino e divenne parte del loro Stato, poi assorbito dal ducato di Parma e Piacenza.
In seguito alla conquista napoleonica, Fornio divenne frazione del nuovo comune (o mairie) di Castione Marchesi, da cui fu separata nel 1814 per essere definitivamente annessa a quello di Borgo San Donnino.

## Monumenti e luoghi d'interesse

### Chiesa di San Lorenzo

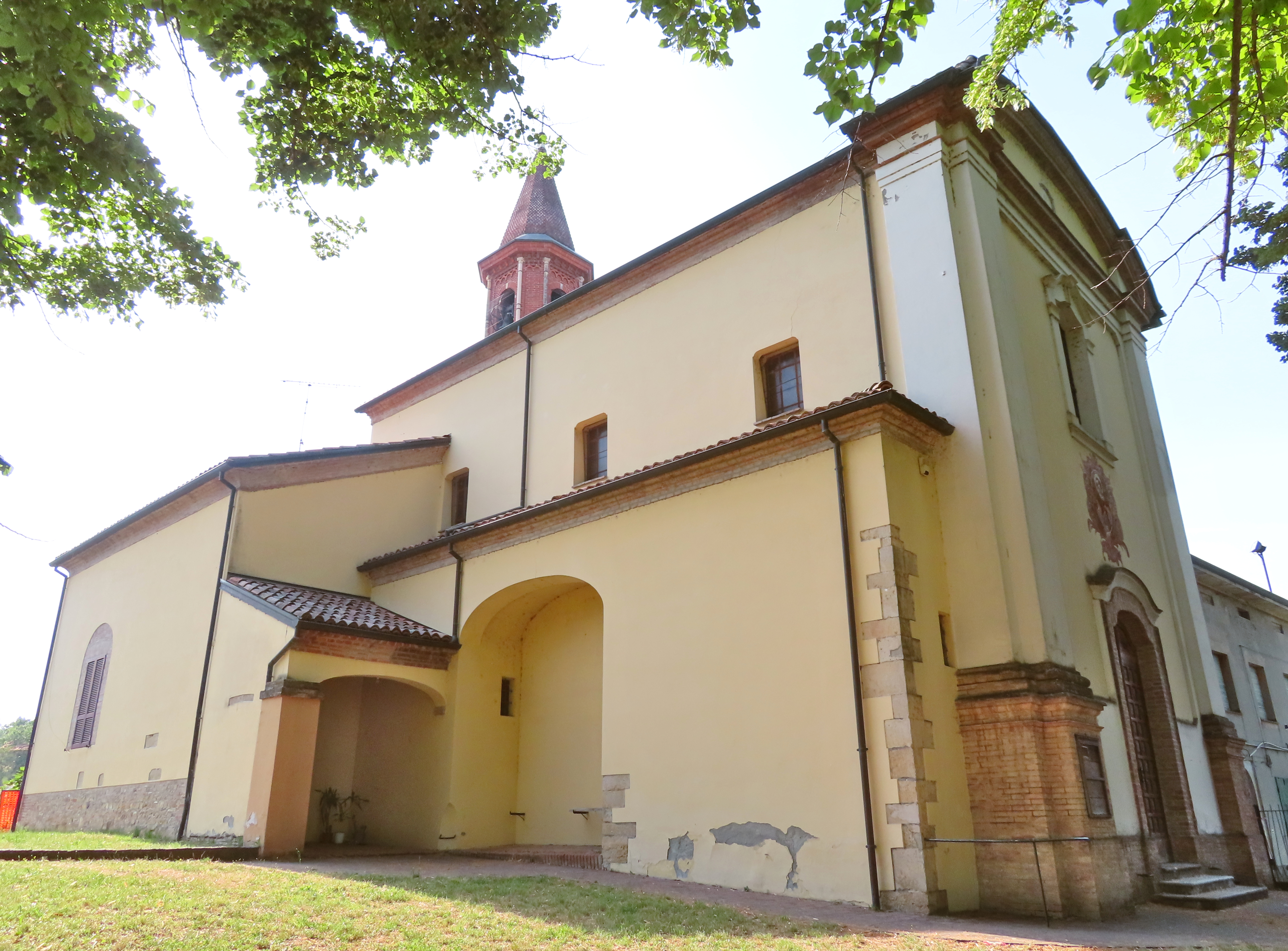
Chiesa di San Lorenzo

Menzionata per la prima volta nel 1196, la chiesa medievale fu abbattuta e ricostruita in stile barocco tra il 1708 e il 1742; arricchita nel 1743 del campanile, sopraelevato nel 1900, fu decorata nel 1910 con una serie di affreschi da Dino Mora; il luogo di culto conserva alcune opere di pregio, tra cui la settecentesca pala d'altare raffigurante la Vergine Assunta e san Lorenzo, un grande crocifisso ligneo del 1419, una statua in legno della Madonna della Concezione del XVIII secolo e un dipinto settecentesco raffigurante San Giuseppe e Gesù Bambino.

## Cultura

### Eventi
Ogni anno nei giorni immediatamente precedenti il 10 agosto il paese ospita la "sagra di San Lorenzo", festa patronale organizzata dal Circolo Folkloristico Sportivo Fornio.